# División de Honor de rugby 2008-09
La temporada 2008-09 de la División de Honor comenzó el 21 de septiembre de 2008 y terminó el 19 de abril de 2009. Esta temporada es la 42.ª de esta liga en la que participan 10 equipos españoles. El calendario, que dura 7 meses, comprenderá un total de 90 partidos, en el que cada equipo se enfrentará a los otros 9 en una liga a doble vuelta. Al final del mismo se dirimirá el descenso a División de Honor B, según los puestos en la liga y con un partido especial frente al finalista de dicha segunda división del rugby español.
Las novedades de esta temporada es un partido a ida y vuelta entre el penúltimo clasificado de la liga y el segundo de la División de Honor B para dilucidar una de las plazas de la próxima temporada. Asimismo la participación de los dos equipos valencianos de Les Abelles y el Club de Rugby La Vila en detrimento de los descendidos Fútbol Club Barcelona y Club Alcobendas Rugby.

## Clasificación
| \| \| Clasificación División de Honor 2008/09 \| |                                         |     |    |   |    |     |     |      |    |     |
| Pos                                              | Equipo                                  | Jug | V  | E | D  | PF  | PC  | +/-  | PB | Pts |
| 1                                                | CRC Madrid                              | 18  | 17 | 0 | 1  | 605 | 342 | 263  | 11 | 79  |
| 2                                                | Cetransa El Salvador                    | 18  | 14 | 0 | 4  | 482 | 309 | 173  | 12 | 68  |
| 3                                                | Cajasol Ciencias                        | 18  | 11 | 1 | 6  | 348 | 357 | -9   | 2  | 48  |
| 4                                                | VRAC Quesos Entrepinares                | 18  | 7  | 2 | 9  | 389 | 396 | -7   | 9  | 41  |
| 5                                                | UE Santboiana                           | 18  | 8  | 1 | 9  | 326 | 358 | -15  | 4  | 38  |
| 6                                                | Pégamo Bera Bera                        | 18  | 7  | 1 | 10 | 314 | 421 | -107 | 6  | 36  |
| 7                                                | AMPO Ordizia R.E.                       | 18  | 6  | 2 | 10 | 326 | 387 | -61  | 8  | 36  |
| 8                                                | C.R. La Vila                            | 18  | 6  | 0 | 12 | 417 | 460 | -43  | 11 | 35  |
| 9                                                | C.R Les Abelles                         | 18  | 6  | 0 | 12 | 314 | 403 | -89  | 8  | 32  |
| 10                                               | Getxo Artea R.T.                        | 18  | 4  | 1 | 13 | 313 | 402 | -89  | 7  | 25  |
|                                                  | Clasificación División de Honor 2008/09 |     |    |   |    |     |     |      |    |     |

### Leyenda
- Pos = Posición
- Jug = Partidos Jugados
- V = Victoria (se obtienen 4 puntos)
- E = Empate (se obtienen 2 puntos)
- D = Derrota (se obtienen 0 puntos)
- PF = Puntos a Favor (Total de puntos conseguidos)
- PC = Puntos en Contra(Total de puntos encajados)
- +/- = Diferencia de Puntos (El total de puntos a favor menos puntos en contra)
- PB = Puntos Bonus
  - Los equipos pueden puntuar dos bonus adicionales cada partido de la jornada regular. Un punto bonus se puede ganar si cualquier equipo consigue cuatro ensayos o más en un partido, sin observar si gana, pierde o empata. Otro punto de bonus también se puede conseguir si al perder se pierde por un margen de 7 puntos o menos. Sólo un perdedor puede conseguir el máximo de 2 puntos bonus.
- Pts = Puntos totales

## Calendario y resultados

### Primera Jornada
| Fecha            | Hora  | Local                    | Resultado | Visitante             | Estadio                  |
| 21 de septiembre | 12:00 | Cajasol Ciencias         | 22-20     | Centransa El Salvador | Estadio O. de La Cartuja |
| 21 de septiembre | 12:00 | Pegamo Bera Bera R.T.    | 11-10     | Getxo Artea R.T.      | Miniestadio de Anoeta    |
| 21 de septiembre | 12:30 | CRC Madrid               | 30-26     | AMPO Ordizia R.E.     | Valle de las Cañas       |
| 21 de septiembre | 12:30 | VRAC Quesos Entrepinares | 18-16     | La Vila R.C.          | Campos de Pepe Rojo      |
| 21 de septiembre | 12:00 | Les Abelles              | 21-22     | U.E. Santboiana       | Campos del Río Turia     |

### Segunda Jornada
| Fecha            | Hora  | Local                 | Resultado | Visitante                | Estadio             |
| 27 de septiembre | 16:30 | AMPO Ordizia R.E.     | 30-24     | Pegamo Bera Bera R.T.    | Fernando Trevijano  |
| 28 de septiembre | 12:30 | Centransa El Salvador | 54-12     | Les Abelles              | Campos de Pepe Rojo |
| 28 de septiembre | 12:30 | Getxo Artea R.T.      | 20-3      | Cajasol Ciencias         | Fadura              |
| 28 de septiembre | 12:00 | La Vila R.C.          | 28-34     | CRC Madrid               | Campo de El Pantano |
| 28 de septiembre | 12:30 | U.E. Santboiana       | 46-8      | VRAC Quesos Entrepinares | Baldiri Aleu        |

### Tercera Jornada
| Fecha        | Hora  | Local                 | Resultado | Visitante                | Estadio                  |
| 4 de octubre | 17:30 | Centransa El Salvador | 22-10     | Getxo Artea R.T.         | Campos de Pepe Rojo      |
| 5 de octubre | 12:00 | Cajasol Ciencias      | 23-19     | AMPO Ordizia R.E.        | Estadio O. de La Cartuja |
| 5 de octubre | 12:00 | Pegamo Bera Bera R.T. | 22-31     | La Vila R.C.             | Miniestadio de Anoeta    |
| 5 de octubre | 12:30 | CRC Madrid            | 51-19     | U.E. Santboiana          | Valle de las Cañas       |
| 5 de octubre | 12:00 | Les Abelles           | 26-18     | VRAC Quesos Entrepinares | Campo del Río Turia      |

### Cuarta Jornada
| Fecha            | Hora  | Local                    | Resultado | Visitante             | Estadio             |
| 14 de septiembre | 12:00 | AMPO Ordizia R.E.        | 21-26     | Centransa El Salvador | Fernando Trevijano  |
| 18 de octubre    | 17:30 | VRAC Quesos Entrepinares | 19-24     | CRC Madrid            | Campos de Pepe Rojo |
| 19 de octubre    | 12:00 | La Vila R.C.             | 19-33     | Cajasol Ciencias      | Campo de El Pantano |
| 19 de octubre    | 12:00 | Getxo Artea R.T.         | 13-18     | Les Abelles           | Fadura              |
| 19 de octubre    | 12:30 | U.E. Santboiana          | 51-19     | Pegamo Bera Bera R.T. | Baldiri Aleu        |

### Quinta Jornada
| Fecha         | Hora  | Local                 | Resultado | Visitante                | Estadio               |
| 25 de octubre | 16:00 | Getxo Artea R.T.      | 13-10     | AMPO Ordizia R.E.        | Fadura                |
| 25 de octubre | 17:00 | Pegamo Bera Bera R.T. | 28-19     | VRAC Quesos Entrepinares | Miniestadio de Anoeta |
| 26 de octubre | 12:00 | Les Abelles           | 15-23     | CRC Madrid               | Campo del Río Turia   |
| 26 de octubre | 12:00 | Cajasol Ciencias      | 16-6      | U.E. Santboiana          | Municipal San Pablo   |
| 26 de octubre | 12:30 | Centransa El Salvador | 51-11     | La Vila R.C.             | Campos del Pepe Rojo  |

### Sexta Jornada
| Fecha           | Hora  | Local                    | Resultado | Visitante             | Estadio              |
| 23 de noviembre | 12:00 | AMPO Ordizia R.E.        | 29-14     | Les Abelles           | Fernando Trevijano   |
| 23 de noviembre | 12:30 | La Vila R.C.             | 19-21     | Getxo Artea R.T.      | Campo de El Pantano  |
| 23 de noviembre | 12:30 | U.E. Santboiana          | 11-19     | Centransa El Salvador | Baldiri Aleu         |
| 23 de noviembre | 12:30 | VRAC Quesos Entrepinares | 19-20     | Cajasol Ciencias      | Campos del Pepe Rojo |
| 23 de noviembre | 12:30 | CRC Madrid               | 44-20     | Pegamo Bera Bera R.T. | Valle de las Cañas   |

### Séptima Jornada
| Fecha           | Hora  | Local                 | Resultado | Visitante                | Estadio                |
| 30 de noviembre | 12:00 | AMPO Ordizia R.E.     | 25-7      | La Vila R.C.             | Fernando Trevijano     |
| 30 de noviembre | 12:00 | Getxo Artea R.T.      | 20-6      | U.E. Santboiana          | Fadura                 |
| 30 de noviembre | 12:00 | Cajasol Ciencias      | 14-27     | CRC Madrid               | Municipal de San Pablo |
| 30 de noviembre | 12:30 | Centransa El Salvador | 22-15     | VRAC Quesos Entrepinares | Campos del Pepe Rojo   |
| 30 de noviembre | 12:30 | Les Abelles           | 17-6      | Pegamo Bera Bera R.T.    | Campo del Río Turia    |

### Octava Jornada
| Fecha           | Hora  | Local                    | Resultado | Visitante             | Estadio               |
| 13 de diciembre | 16:30 | VRAC Quesos Entrepinares | 18-18     | Getxo Artea R.T.      | Campos del Pepe Rojo  |
| 14 de diciembre | 11:30 | Pegamo Bera Bera R.T.    | 18-15     | Cajasol Ciencias      | Miniestadio de Anoeta |
| 14 de diciembre | 12:00 | Les Abelles              | 17-23     | La Vila R.C.          | Campo del Río Turia   |
| 14 de diciembre | 12:30 | U.E. Santboiana          | 33-28     | AMPO Ordizia R.E.     | Baldiri Aleu          |
| 28 de diciembre | 12:30 | CRC Madrid               | 22-15     | Centransa El Salvador | Valle de las Cañas    |

### Novena Jornada
| Fecha           | Hora  | Local                 | Resultado | Visitante                | Estadio                |
| 20 de diciembre | 16:30 | Centransa El Salvador | 27-12     | Pegamo Bera Bera R.T.    | Campos del Pepe Rojo   |
| 21 de diciembre | 12:00 | La Vila R.C.          | 13-15     | U.E. Santboiana          | Campo de El Pantano    |
| 21 de diciembre | 12:00 | AMPO Ordizia R.E.     | 13-13     | VRAC Quesos Entrepinares | Fernando Trevijano     |
| 21 de diciembre | 12:00 | Cajasol Ciencias      | 18-17     | Les Abelles              | Municipal de San Pablo |
| 21 de diciembre | 13:00 | Getxo Artea R.T.      | 22-37     | CRC Madrid               | Fadura                 |

### Décima Jornada
| Fecha       | Hora  | Local                 | Resultado | Visitante                | Estadio              |
| 11 de enero | 12:00 | AMPO Ordizia R.E.     | 16-35     | CRC Madrid               | Fernando Trevijano   |
| 11 de enero | 12:00 | La Vila R.C.          | 25-35     | VRAC Quesos Entrepinares | Campo de El Pantano  |
| 11 de enero | 12:30 | Getxo Artea R.T.      | 7-8       | Pegamo Bera Bera R.T.    | Fadura               |
| 11 de enero | 12:30 | U.E. Santboiana       | 12-13     | Les Abelles              | Baldiri Aleu         |
| 12 de abril | 12:30 | Centransa El Salvador | 26-15     | Cajasol Ciencias         | Campos del Pepe Rojo |

### Undécima Jornada
| Fecha       | Hora  | Local                    | Resultado | Visitante             | Estadio                |
| 4 de enero  | 12:00 | Les Abelles              | 15-26     | Centransa El Salvador | Campo del Río Turia    |
| 24 de enero | 12:30 | Pegamo Bera Bera R.T.    | 13-13     | AMPO Ordizia R.E.     | Miniestadio de Anoeta  |
| 25 de enero | 12:00 | Cajasol Ciencias         | 33-26     | Getxo Artea R.T.      | Municipal de San Pablo |
| 25 de enero | 12:30 | CRC Madrid               | 47-22     | La Vila R.C.          | Valle de las Cañas     |
| 25 de enero | 13:30 | VRAC Quesos Entrepinares | 25-10     | U.E. Santboiana       | Campos del Pepe Rojo   |

### Duodécima Jornada
| Fecha         | Hora  | Local                    | Resultado | Visitante             | Estadio              |
| 14 de febrero | 16:00 | Getxo Artea R.T.         | 21-31     | Centransa El Salvador | Campo de Fadura      |
| 15 de febrero | 12:00 | AMPO Ordizia R.E.        | 3-13      | Cajasol Ciencias      | Fernando Trevijano   |
| 15 de febrero | 12:00 | La Vila R.C.             | 41-20     | Pegamo Bera Bera R.T. | Campo de El Pantano  |
| 15 de febrero | 12:30 | U.E. Santboiana          | 19-18     | CRC Madrid            | Baldiri Aleu         |
| 15 de febrero | 12:30 | VRAC Quesos Entrepinares | 40-26     | Les Abelles           | Campos del Pepe Rojo |

### Decimotercera Jornada
| Fecha         | Hora  | Local                 | Resultado | Visitante                | Estadio                |
| 22 de febrero | 12:00 | Cajasol Ciencias      | 20-17     | La Vila R.C.             | Municipal de San Pablo |
| 22 de febrero | 12:00 | Pegamo Bera Bera R.T. | 21-17     | U.E. Santboiana          | Miniestadio de Anoeta  |
| 22 de febrero | 12:30 | Les Abelles           | 29-27     | Getxo Artea R.T.         | Campo del Río Turia    |
| 22 de febrero | 12:30 | Cetransa El Salvador  | 41-15     | AMPO Oridizia R.E.       | Campos del Pepe Rojo   |
| 22 de febrero | 12:30 | CRC Madrid            | 25-16     | VRAC Quesos Entrepinares | Valle de las Cañas     |

### Decimocuarta Jornada
| Fecha      | Hora  | Local                    | Resultado | Visitante             | Estadio              |
| 7 de marzo | 16:00 | AMPO Oridizia R.E.       | 18-10     | Getxo Artea R.T.      | Fernando Trevijano   |
| 8 de marzo | 12:00 | La Vila R.C.             | 27-28     | Cetransa El Salvador  | Campo de El Pantano  |
| 8 de marzo | 12:30 | U.E. Santboiana          | 21-21     | Cajasol Ciencias      | Baldiri Aleu         |
| 8 de marzo | 12:30 | VRAC Quesos Entrepinares | 39-10     | Pegamo Bera Bera R.T. | Campos del Pepe Rojo |
| 8 de marzo | 12:30 | CRC Madrid               | 39-17     | Les Abelles           | Valle de las Cañas   |

### Decimoquinta Jornada
| Fecha       | Hora  | Local                 | Resultado | Visitante                | Estadio                |
| 21 de marzo | 16:00 | Les Abelles           | 8-9       | AMPO Oridizia R.E.       | Campo del Río Turia    |
| 22 de marzo | 12:00 | Getxo Artea R.T.      | 26-45     | La Vila R.C.             | Campo de Fadura        |
| 22 de marzo | 12:00 | Pegamo Bera Bera R.T. | 21-38     | CRC Madrid               | Miniestadio de Anoeta  |
| 22 de marzo | 12:30 | Cetransa El Salvador  | 33-16     | U.E. Santboiana          | Campos del Pepe Rojo   |
| 22 de marzo | 12:30 | Cajasol Ciencias      | 27-9      | VRAC Quesos Entrepinares | Municipal de San Pablo |

### Decimosexta Jornada
| Fecha       | Hora  | Local                    | Resultado | Visitante            | Estadio               |
| 29 de marzo | 12:00 | La Vila R.C.             | 37-12     | AMPO Ordizia R.E.    | Campo de El Pantano   |
| 29 de marzo | 12:00 | Pegamo Bera Bera R.T.    | 14-13     | Les Abelles          | Miniestadio de Anoeta |
| 29 de marzo | 12:30 | U.E. Santboiana          | 20-3      | Getxo Artea R.T.     | Baldiri Aleu          |
| 29 de marzo | 12:30 | VRAC Quesos Entrepinares | 14-20     | Cetransa El Salvador | Campos del Pepe Rojo  |
| 29 de marzo | 12:30 | CRC Madrid               | 38-12     | Cajasol Ciencias     | Valle de las Cañas    |

### Decimoséptima Jornada
| Fecha      | Hora  | Local                | Resultado | Visitante                | Estadio                |
| 5 de abril | 12:00 | AMPO Oridizia R.E.   | 18-6      | U.E. Santboiana          | Fernando Trevijano     |
| 5 de abril | 12:00 | Getxo Artea R.T.     | 19-23     | VRAC Quesos Entrepinares | Campo de Fadura        |
| 5 de abril | 12:00 | Cajasol Ciencias     | 29-27     | Pegamo Bera Bera R.T.    | Municipal de San Pablo |
| 5 de abril | 12:30 | La Vila R.C.         | 16-11     | Les Abelles              | Campo de El Pantano    |
| 5 de abril | 12:30 | Cetransa El Salvador | 14-20     | CRC Madrid               | Campos del Pepe Rojo   |

### Decimoctava Jornada
| Fecha       | Hora  | Local                    | Resultado | Visitante            | Estadio               |
| 19 de abril | 12:30 | U.E. Santboiana          | 23-20     | La Vila R.C.         | Baldiri Aleu          |
| 19 de abril | 12:30 | VRAC Quesos Entrepinares | 41-21     | AMPO Oridizia R.E.   | Campos del Pepe Rojo  |
| 19 de abril | 12:30 | CRC Madrid               | 53-27     | Getxo Artea R.T.     | Valle de las Cañas    |
| 19 de abril | 12:30 | Pegamo Bera Bera R.T.    | 29-7      | Cetransa El Salvador | Miniestadio de Anoeta |
| 19 de abril | 12:30 | Les Abelles              | 25-14     | Cajasol Ciencias     | Campo del Río Turia   |

## Promoción División de Honor/División Honor B
|  | Local | vs. | Visita |  |  |

|  | Local | vs. | Visita |  |  |

## Estadísticas Jugadores

### Máximos Anotadores Ensayos
Actualizado a 13 de Abril 2009
| 1  | Ryan Le Reux              | 12 | C.R. La Vila             |
| 2  | César Sempere Padilla     | 11 | CRC Madrid               |
| 3= | Juan Cano Rodríguez-Arias | 8  | CRC Madrid               |
| 3= | Justin Wilson             | 8  | Centransa El Salvador    |
| 3= | Luke Stanley              | 8  | Centransa El Salvador    |
| 6= | Carlos Alejandro Elder    | 7  | Getxo Artea R.T.         |
| 6= | Matías Tudela Perret      | 7  | CRC Madrid               |
| 8= | Cameron Mackenzie Gray    | 6  | AMPO Ordizia R.E.        |
| 8= | Ellande Ithurbide         | 6  | Pégamo Bera Bera         |
| 8= | Mariano Martín Abate      | 6  | Getxo Artea R.T.         |
| 8= | Michael Davis             | 6  | VRAC Quesos Entrepinares |
| 8= | Pedro Martín Enrique      | 6  | VRAC Quesos Entrepinares |

### Máximos Anotadores Puntos
Actualizado en febrero de 2009
| 1  | Pedro Cabral            | 155 (3E, 22C, 32GC)      | 10 | CRC Madrid               |
| 2  | Kurt Morath             | 150 (2E, 16C, 36GC)      | 12 | Cajasol Ciencias         |
| 3= | Martín Jeremías Palumbo | 117 (2E, 13C, 22GC, 5DG) | 10 | Getxo Artea R.T.         |
| 3= | Cameron Mackenzie Gray  | 117 (6E, 15C, 19GC)      | 11 | AMPO Ordizia R.E.        |
| 5  | Redgart Van Eyk         | 109 (4E, 8C, 27GC)       |    | Centransa El Salvador    |
| 6  | Camille Riu             | 74 (13C, 15GC, 1DG)      | 11 | UE Santboiana            |
| 7  | Agustín Gómez           | 69 (1E, 8C, 16GC)        | 5  | C.R. La Vila             |
| 8  | Francisco Dimas Nin     | 59 (10C, 13GC)           | 8  | Les Abelles              |
| 9  | Stuart McReynolds       | 51 (1E, 5C, 12GC)        |    | C.R. La Vila             |
| 10 | Pedro Martín Enrique    | 48 (5E, 7C, 3GC)         |    | VRAC Quesos Entrepinares |

- Leyenda:
  -  DG = Drop-Goals (Patada a botepronto)